# Alexandrine Saint-Aubin
Pour les articles homonymes, voir Saint-Aubin.
Anne-Alexandrine d'Herbez, connue sous le nom d'Alexandrine Saint-Aubin, née le 9 avril 1793 à Paris et morte le 30 mars 1867 à Saint-Saulge, est une chanteuse d'opéra française.

## Biographie
Elle est la fille d'Augustin-Alexandre d'Herbez, dit Saint-Aubin, ténor de l'Opéra de Paris et de Jeanne-Charlotte Schroeder, Madame Saint-Aubin, soprano à la Comédie-Italienne et à l'Opéra-Comique. Elle est la sœur cadette d'Anne-Cécile Duret-Saint-Aubin.
Elle fait, une fugitive apparition, aux côtés de sa mère dans Le Prisonnier de Della-Maria. Elle débute, réellement, le 3 novembre 1809, au théâtre Favart, dans deux des rôles qui avaient valu à sa mère le plus brillant succès, l'ingénue de l'Opéra-Comique et la soubrette d'Ambroise ou Voilà ma journée. En 1810, elle joue le rôle-titre dans Cendrillon de Nicolas Isouard, soixante-dix-huit représentations en moins d'un an, cent au total, ce qui est rare à l'Opéra-Comique, à l'époque.
Elle épouse, en 1812, le chanteur de vaudevilles Joly. Elle quitte prématurément la scène dès 1817. 
Veuve, en 1839, elle se remarie en 1840 à Alexandre Houdaille, marchand de bois à Nevers.

## Création
- 1810 : Cendrillon, Opéra-féerie en 3 actes de Nicolas Isouard, livret de Charles-Guillaume Étienne, 22 février, dans le rôle-titre[7].

- 1811 : La Victime des arts, 27 février
- 1812 : Jean de Paris, opéra comique en 2 actes, musique de François-Adrien Boieldieu sur un livret de Claude Godard d'Aucourt de Saint-Just, créé à l'Opéra-Comique impérial de Paris le 4 avril, rôle de Lorezza[8].
- 1812 : Les Rivaux d'un moment.
- 1812 : Lulli et Quinault, ou le Déjeuner impossible, 27 février, rôle de Laurette.
- 1814 : Les Béarnais, ou Henri IV en voyage, 21 mai
- 1817 : Les Rosières, rôle de Cateau[9].